# Skellater House

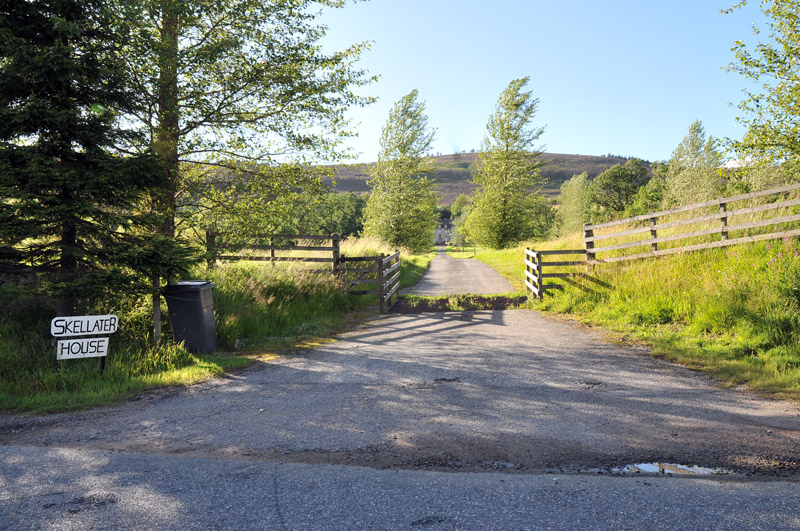
Zufahrt zu Skellater House

Skellater House ist ein Herrenhaus nahe der schottischen Ortschaft Bellabeg in der Council Area Aberdeenshire. 1971 wurde das Bauwerk in die schottischen Denkmallisten in der höchsten Denkmalkategorie A aufgenommen.

## Geschichte

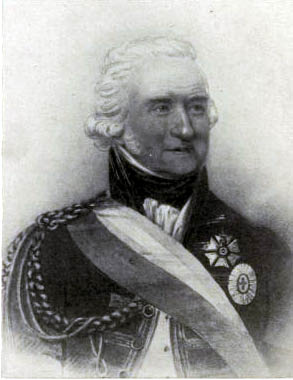
John Forbes bewohnte Skellater House im 18. Jahrhundert

Bauherr des 1727 errichteten Herrenhauses war der Laird Lachlan Forbes. Die Jahresangabe 1780 auf einer in das  Mauerwerk eingelassenen Platte spiegelt vermutlich das Datum einer Überarbeitung oder Erweiterung wider. Um die Mitte des 19. Jahrhunderts wurde das Gebäude erweitert. Zwischenzeitlich von einem anderen Zweig des Clans Forbes genutzt, war Skellater House im späteren 19. Jahrhundert nur noch sporadisch bewohnt. Um das Jahr 1900 begann die Nutzung des Herrenhauses als Scheune, die bis in die 1970er Jahre andauerte. In dieser Zeit ging der Innenraum weitgehend verloren. 1976 sowie 2005 wurden Restaurierungsmaßnahmen ausgeführt.

## Beschreibung
Skellater House steht isoliert an einem leichten Hang abseits der A944 rund 4,5 Kilometer südwestlich von Bellabeg. Das zweistöckige Herrenhaus weist einen T-förmigen Grundriss auf. Die Bruchsteinfassaden mit Graniteinfassungen sind mit Harl verputzt. Aus der fünf Achsen weiten, südostexponierten Hauptfassade treten zwei Giebel heraus, während sich mittig das profiliert eingefasste Eingangsportal befindet. Die Fassade schließt mit drei Dachgauben. Das abschließende Satteldach mit steinbedecktem First ist mit grauem Schiefer eingedeckt.